# چشم‌پزشکی

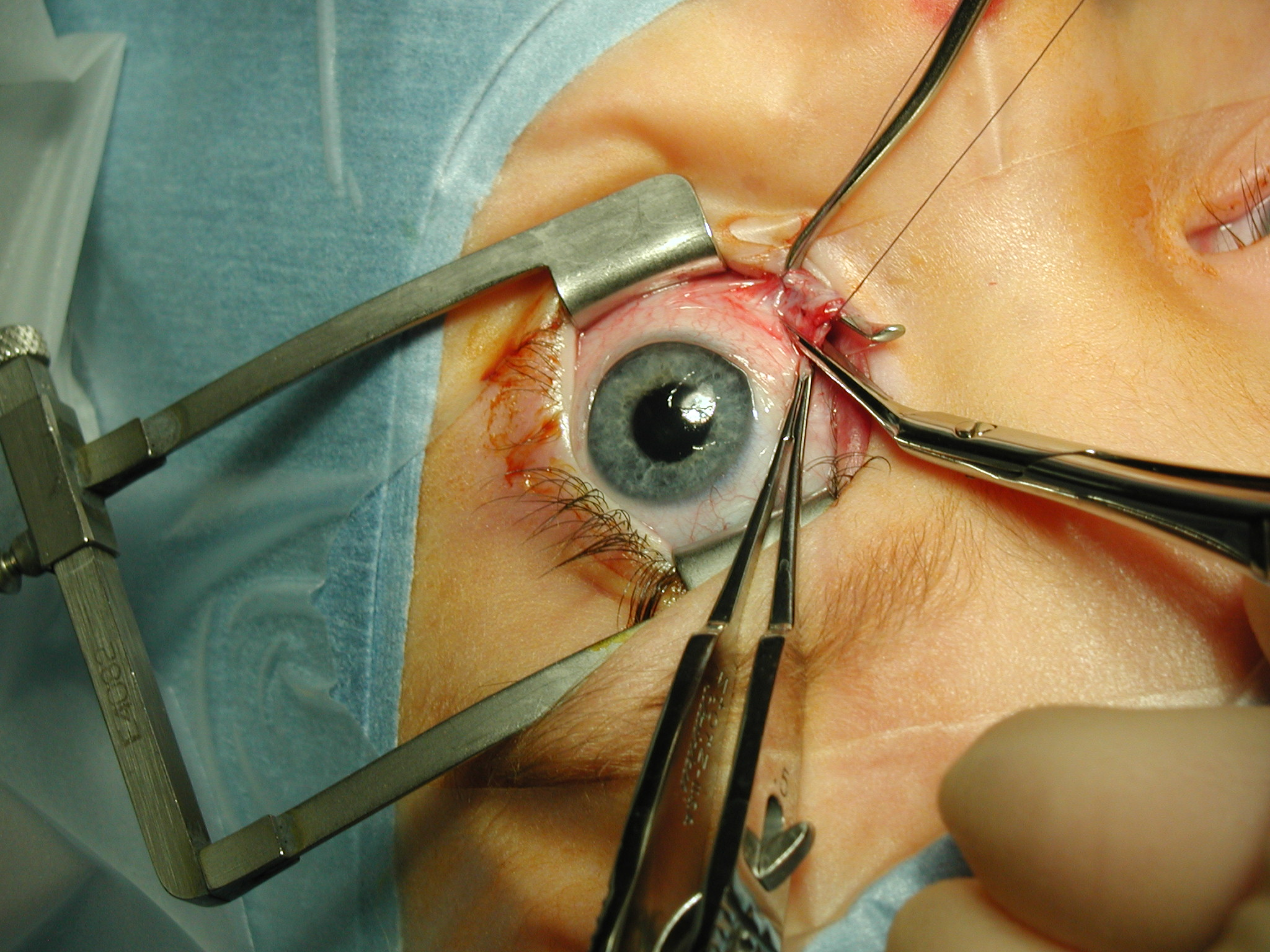

چشم‌پزشکی یا افتالمولوژی (به انگلیسی: Ophthalmology) شاخه‌ای از پزشکی است که با آناتومی، فیزیولوژی و بیماریهای چشم، پلک و مجرای اشکی سر و کار دارد. یک متخصص چشم در تشخیص و درمان بیماریهای طبی و جراحی چشم انسان مهارت دارد. چشم انسان می‌تواند دچار حوادث و بیماریهای مختلف گردد مانند عفونت میکروبی چشم، آب سیاه، آب مروارید، گل مژه، دکولمان شبکیه و … از آنجا که چشم‌پزشکان بر روی چشم جراحی هم انجام می‌دهند این تخصص تخصصی جراحی و طبی است.
در دانشگاه‌های تهران بهشتی ایران بقیه اله تبریز رشت مشهد زاهدان یزد اصفهان شیراز اهواز کرمانشاه کرمان پذیرش دارد.

## بیماری‌های چشم

### آب مروارید
مشخصه آن لنز سفید ابری و شیری در چشم است، بیشتر آب مروارید مربوط به سن است و اکثراً در افراد بالای ۵۰ سال دیده می‌شود (اما در هر سنی ممکن است ایجاد شود). آب مروارید می‌تواند نتیجه آسیب، قرار گرفتن در معرض اشعه ماورا بنفش یا دلایل دیگر باشد. این همان چیزی است که باعث کدر شدن لنز چشم می‌شود. در صورت عدم درمان، آب مروارید در نهایت می‌تواند باعث کاهش شدید بینایی شود.
درمان: خوشبختانه آب مروارید یک مشکل شایع چشم است که با جراحی قابل درمان است. اینکه آیا عمل جراحی مورد نیاز است به درجه کاهش بینایی بستگی دارد؛ بنابراین برای درمان باید نزد یک متخصص بینایی سنجی مراجعه کنید تا شرایط بینایی شما در نظر بگیرد.

### قوز قرنیه
به‌طور معمول قرنیه (لایه شفافی که سطح خارجی چشم را می پوشاند) به شکل یک گنبد و کروی است. با این حال، گاهی بافت قرنیه ضعیف و نازک شده و این موضوع باعث می‌شود قرنیه به شکل مخروط درآید. به این وضعیت قوز قرنیه گفته می‌شود. درمان قوزقرنیه و مشکلات ناشی از آن طی وسیعی داشته که از عینک تا پیوند قرنیه (بسته به شرایط چشم و شدت بیماری) گسترده است. قوز قرنیه می تواند به مشکلات بینایی جدی منجر شود و در برخی موارد، افراد به پیوند قرنیه احتیاج دارند.
درمان: درمان معمولاً با عینک شروع می‌شود. استفاده از لنزهای تماسی سخت، هیبرید و اسکلرال نیز در اصلاح دید افراد دچار قوزقرنیه کاربرد دارد. برای جلوگیری از پیشرفت قوزقرنیه، روش هایی مانند کارگذاری رینگ داخل قرنیه و نیز کراس لینکینگ یا CXL کاربرد دارند. در صورت عدم پاسخ مناسب ممکن است از روش پیوند قرنیه استفاده شود.

### رتینوپاتی دیابتی
رتینوپاتی دیابتی در نتیجه قند خون بالا برای مدت طولانی همراه با دیابت نوع ۱ و ۲ رخ می‌دهد و در صورت عدم درمان می‌تواند باعث کوری شود. قند خون بیش از حد می‌تواند رگ‌های خونی پشت چشم را تغییر دهد و از دریافت مواد مغذی مورد نیاز شبکیه برای حفظ بینایی جلوگیری کند. هر کس مبتلا به دیابت نوع ۱ یا نوع ۲ در معرض خطر رتینوپاتی دیابتی است. با این حال، نوع دیابت در هر فرد، چگونگی نوسان قند خون ، کنترل قندهای شان و مدت طولانی ابتلا به دیابت، همه در خطر او تأثیر دارد.
درمان: در بیشتر موارد، جراحی با لیزر می‌تواند از افت چشمگیر مرتبط با رتینوپاتی دیابتی جلوگیری کند. روشی به نام فتو انعقاد لیزری می‌تواند رگ‌های خونی در حال رشد را از بین ببرد.

### خطاهای انکساری
عیوب انکساری شایع‌ترین علت بروز مشکلات بینایی است. انکسار در چشم هنگام عبور نور از قرنیه و عدسی رخ می‌دهد. خطاها می‌توانند در نتیجه طول کره چشم، تغییر در شکل قرنیه یا پیری طبیعی لنز رخ دهند. نزدیک بینی، دور بینی و آستیگماتیسم بر اساس عیب انکساری دسته‌بندی می‌شوند.
درمان: رایج‌ترین روش‌های درمان عینک، لنزهای تماسی و جراحی است.

## فلوشیپ
در ایران این رشته دارای چندین فلوشیپ است. شامل: فلوشیپ چشم پزشکی کودکان و انحراف چشم (استرابیسم)، فلوشیپ قرنیه و بیماریهای خارج چشمی (سگمان قدامی)، فلوشیپ آب سیاه (گلوکوم)، فلوشیپ شبکیه (ویتره و رتین یا سگمان خلفی)، فلوشیپ پاتولوژی چشم (مشترک با متخصصین پاتولوژی)، فلوشیپ جراحی پلاستیک و ترمیمی چشم (اربیت و اکولوپلاستیک) است. در خارج از ایران دو رشته فلوشیپ ترومای چشم و فلوشیپ بیماریهای سطح چشم نیز وجود دارد.